# Aflao
Aflao è una città del Ghana nella Regione del Volta.
È la prima città della costa orientale dopo il confine con il Togo.
Il principale gruppo etnico è quello degli Anlo, del gruppo degli Ewe.